# Норберт Ламмерт
Норберт Ламмерт (нім. Norbert Lammert, нар. 16 листопада 1948, Бохум) — німецький політик, представник ХДС, з 18 жовтня 2005 а — голова Бундестагу.

## Біографія
Отримав соціологічну освіту в університетах Бохума і Оксфорда у 1969-1972 роках, з 1975 року — доктор соціальних наук, з 2008 року — почесний професор Бохумського університету. Ще у 1966 році вступив до партії ХДС і з 1975 по 1980 рік перебував членом міської ради Бохума, а в 1980 році був обраний до Бундестагу. У 2002 році обрано віце-головою Бундестагу, а в 2005 році — новим головою, отримавши 564 депутатських голоси з 607. У 2009 році його переобрано на пост голови новим скликанням парламенту.
Католик, одружений, має чотирьох дітей.